# Addison Alves
Addison Alves (* 20. März 1981 in Brasília), mit vollständigen Namen Addison Alves de Oliveira,  ist ein ehemaliger brasilianisch-spanischer Fußballspieler.

## Karriere
Addison Alves erlernte das Fußballspielen in der Jugendmannschaft von CD Onzonilla im spanischen Onzonilla. Von 2000 bis 2001 stand er bei den brasilianischen Vereinen SE Santa Maria und CR Guará unter Vertrag. 2001 ging er wieder nach Spanien. Hier spielte er bis 2012 für die Vereine CD Onzonilla, CD Huracán Z, CA Bembibre, Cultural Leonesa, Hércules Alicante, FC Cartagena, CD Puertollano, Burgos CF und Coruxo FC. 2011 gewann der mit CD Puertollano den Spanish Royal Federation Cup. Hier besiegte man SD Lemona in zwei Endspielen mit insgesamt 4:3. Mitte 2013 wechselte er nach Indonesien. Hier schloss er sich dem PSIS Semarang aus Semarang an. Nach nur sechs Monaten wechselte er Anfang 2014 nach Lamongan zum Erstligisten Persela Lamongan. Für Persela absolvierte er 23 Erstligaspiele. 2015 zog es ihn nach Thailand. Hier unterschrieb er einen Vertrag beim Osotspa FC. Der Verein spielte in der höchsten thailändischen Liga, der Thai Premier League. Nach 27 Erstligaspielen und zwölf geschossenen Toren ging er 2016 zum Ligakonkurrenten Navy FC nach Sattahip. Für die Navy stand er zwanzigmal auf dem Spielfeld. 2017 ging er wieder nach Indonesien. Hier wurde er vom Erstligisten Persipura Jayapura aus Jayapura verpflichtet. Das erste Halbjahr 2018 spielte er für Persija Jakarta aus Jakarta, die zweite Jahreshälfte lief er wieder für Persipura Jayapura auf. Ende 2018 beendete er seine Karriere als aktiver Fußballspieler.
2021 kehrte er nochmal nach Thailand zurück. Hier spielte er für den Drittligisten Kanjanapat FC. Mit dem Verein aus Pathum Thani trat er in der Western Region an.

## Erfolge
CD Puertollano
- Spanish Royal Federation Cup: 2010/2011